# Dressed to Kill Tour
Il Dressed to Kill Tour è l'ottavo tour della cantante statunitense Cher, per la promozione del suo venticinquesimo album in studio, Closer to the Truth.
Il tour è partito il 22 marzo 2014 da Phoenix, in Arizona, negli Stati Uniti ed è proseguito per oltre tre mesi in tutta l'America del Nord. Pat Benatar e Neil Giraldo sono stati i supporter alla cantante nelle prime tredici date, dal 22 marzo al 12 aprile 2014; le restanti 36 hanno avuto come protagonista di apertura la cantante Cyndi Lauper, dal 23 aprile all'11 luglio 2014. Il 9 maggio 2014 Liza Minnelli partecipa come guest-star al concerto svoltosi a Brooklyn, cantando Girls Just Want to Have Fun insieme a Cyndi Lauper e Rosie O'Donnell.

## Scaletta del tour
1. Woman's World
2. Strong Enough
3. Dressed to Kill
4. The Beat Goes On
5. I Got You Babe
6. Gypsys, Tramps & Thieves
7. Dark Lady
8. Half-Breed
9. Welcome to Burlesque
10. You Haven't Seen the Last of Me
11. Take It Like a Man
12. Walking in Memphis
13. Just Like Jesse James
14. Heart of Stone
15. The Shoop Shoop Song (It's in His Kiss)
16. Bang Bang (My Baby Shot Me Down)
17. I Found Someone
18. If I Could Turn Back Time
19. Believe
20. I Hope You Find It

## Date concerti e incassi
| Data           | Città             | Stato        | Luogo                                | Biglietti disponibili / Biglietti venduti | Incasso      |              |
| Nord America   | Nord America      | Nord America | Nord America                         | Nord America                              | Nord America | Nord America |
| -------------- | ----------------- | ------------ | ------------------------------------ | ----------------------------------------- | ------------ | ------------ |
| 22 marzo 2014  | Phoenix           | Stati Uniti  | US Airways Center                    | 13,297 / 13,297 (100%)                    | $1,054,324   |              |
| 24 marzo 2014  | Houston           | Stati Uniti  | Toyota Center                        | 11,641 / 11,641 (100%)                    | —            |              |
| 26 marzo 2014  | Dallas            | Stati Uniti  | American Airlines Center             | 12,682 / 12,682 (100%)                    | —            |              |
| 28 marzo 2014  | North Little Rock | Stati Uniti  | Alltel Arena                         | 12,119 / 12,119 (100%)                    | —            |              |
| 29 marzo, 2014 | Tulsa             | Stati Uniti  | BOK Center                           | 11,900 / 11,900 (100%)                    | $862,905     |              |
| 31 marzo 2014  | Nashville         | Stati Uniti  | Bridgestone Arena                    | 12,083 / 12,997 (99%)                     | $1,220,667   |              |
| 2 aprile 2014  | Pittsburgh        | Stati Uniti  | Consol Energy Center                 | 13,386 / 13,386 (100%)                    | —            |              |
| 4 aprile 2014  | Washington        | Stati Uniti  | Verizon Center                       | 12,922 / 12,922 (100%)                    | —            |              |
| 5 aprile 2014  | Montville         | Stati Uniti  | Mohegan Sun Arena                    | 7,022 / 7,022 (100%)                      | $1,043,005   |              |
| 7 aprile 2014  | Toronto           | Canada       | Air Canada Centre                    | 14,825 / 14,825 (100%)                    | —            |              |
| 9 aprile 2014  | Boston            | Stati Uniti  | TD Garden                            | 12,792 / 12,792 (100%)                    | —            |              |
| 11 aprile 2014 | Indianapolis      | Stati Uniti  | Bankers Life Fieldhouse              | 12,629 / 12,629 (100%)                    | —            |              |
| 12 aprile 2014 | Detroit           | Stati Uniti  | Joe Louis Arena                      | 14,294 / 14,294 (100%)                    | —            |              |
| 23 aprile 2014 | Buffalo           | Stati Uniti  | First Niagara Center                 | —                                         | —            |              |
| 25 aprile 2014 | Montréal          | Canada       | Centre Bell                          | —                                         | —            |              |
| 26 aprile 2014 | Ottawa            | Canada       | Canadian Tire Centre                 | —                                         | —            |              |
| 28 aprile 2014 | Filadelfia        | Stati Uniti  | Wells Fargo Center                   | —                                         | —            |              |
| 30 aprile 2014 | Columbus          | Stati Uniti  | Nationwide Arena                     | —                                         | —            |              |
| 2 maggio 2014  | Cleveland         | Stati Uniti  | Quicken Loans Arena                  | —                                         | —            |              |
| 5 maggio 2014  | Charlotte         | Stati Uniti  | Time Warner Cable Arena              | —                                         | —            |              |
| 7 maggio 2014  | Raleigh           | Stati Uniti  | PNC Arena                            | —                                         | —            |              |
| 9 maggio 2014  | New York          | Stati Uniti  | Barclays Center                      | —                                         | —            |              |
| 10 maggio 2014 | East Rutherford   | Stati Uniti  | Izod Center                          | —                                         | —            |              |
| 12 maggio 2014 | Atlanta           | Stati Uniti  | Philips Arena                        | —                                         | —            |              |
| 14 maggio 2014 | Jacksonville      | Stati Uniti  | Jacksonville Veterans Memorial Arena | —                                         | —            |              |
| 16 maggio 2014 | Orlando           | Stati Uniti  | Amway Center                         | —                                         | —            |              |
| 17 maggio 2014 | Sunrise           | Stati Uniti  | BB&T Center                          | —                                         | —            |              |
| 25 maggio 2014 | Las Vegas         | Stati Uniti  | MGM Grand Garden Arena               | —                                         | —            |              |
| 28 maggio 2014 | Denver            | Stati Uniti  | Pepsi Center                         | —                                         | —            |              |
| 30 maggio 2014 | Lincoln           | Stati Uniti  | Pinnacle Bank Arena                  | —                                         | —            |              |
| 31 maggio 2014 | Kansas City       | Stati Uniti  | Sprint Center                        | —                                         | —            |              |
| 2 giugno 2014  | Louisville        | Stati Uniti  | KFC Yum! Center                      | —                                         | —            |              |
| 4 giugno 2014  | St. Louis         | Stati Uniti  | Scottrade Center                     | —                                         | —            |              |
| 6 giugno 2014  | Milwaukee         | Stati Uniti  | BMO Harris Bradley Center            | —                                         | —            |              |
| 7 giugno 2014  | Chicago           | Stati Uniti  | Allstate Arena                       | —                                         | —            |              |
| 9 giugno 2014  | Des Moines        | Stati Uniti  | Wells Fargo Arena                    | —                                         | —            |              |
| 11 giugno 2014 | Minneapolis       | Stati Uniti  | Target Center                        | —                                         | —            |              |
| 20 giugno 2014 | Winnipeg          | Canada       | MTS Centre                           | —                                         | —            |              |
| 21 giugno 2014 | Saskatoon         | Canada       | Credit Union Centre                  | —                                         | —            |              |
| 23 giugno 2014 | Edmonton          | Canada       | Rexall Place                         | —                                         | —            |              |
| 25 giugno 2014 | Calgary           | Canada       | Scotiabank Saddledome                | —                                         | —            |              |
| 27 giugno 2014 | Vancouver         | Canada       | Rogers Arena                         | —                                         | —            |              |
| 28 giugno 2014 | Seattle           | Stati Uniti  | KeyArena                             | —                                         | —            |              |
| 30 giugno 2014 | Portland          | Stati Uniti  | Moda Center                          | —                                         | —            |              |
| 2 luglio 2014  | San Jose          | Stati Uniti  | SAP Center at San Jose               | —                                         | —            |              |
| 5 luglio 2014  | Ontario           | Stati Uniti  | Citizens Business Bank Arena         | —                                         | —            |              |
| 7 luglio 2014  | Los Angeles       | Stati Uniti  | Staples Center                       | —                                         | —            |              |
| 9 luglio 2014  | Anaheim           | Stati Uniti  | Honda Center                         | —                                         | —            |              |
| 11 luglio 2014 | San Diego         | Stati Uniti  | Valley View Casino Center            | —                                         | —            |              |
| TOTALE         | TOTALE            | TOTALE       | TOTALE                               | —                                         | —            |              |